# Sonic Forces
Sonic Forces ime je platformske videoigre Seginog serijala Sonic the Hedgehog. Vidoigra prati ježa Sonica, kojeg je napao novi zlikovac, Infinite, koga je poslao njegov glavni neprijatelj Doktor Eggman.